# ソユーズ3号
ソユーズ3号 (Союз 3 / Soyuz 3) はソビエト連邦において、宇宙飛行士のウラジミール・コマロフが死亡したソユーズ1号の事故後はじめて行われた、ソユーズ宇宙船の有人宇宙飛行である。コールサインは「アルゴン」。
数々の災難に見舞われたソユーズ1号の飛行目的は、そもそもは無人のソユーズ2号とランデブーとドッキングを行うことであったが、この時は2号の打ち上げは中止されている。飛行士ゲオルギ・ベレゴヴォイが搭乗した3号は、当初の目的を達成するための二度目の飛行であり、2号は3号の前日に打ち上げられた。
地上の管制官は、ベレゴヴォイ飛行士が操縦桿を取る前にすでに両者（2号と3号）を200mまで接近させることに成功していた。しかしながらドッキング操作は地上との交信ができない状態で行わなければならず、ベレゴヴォイは機体を1mまで接近させることはできたが、ドッキングは3回続けて試みたものの達成することはできなかった。結局、操縦用の推進剤のほとんどを消費してしまったため、当初の目的は放棄せざるを得なくなった。失敗の原因は、ベレゴヴォイの操縦にあったとされている。結局ベレゴヴォイは、このフライトのみで退役することとなった。
またベレゴヴォイがこの計画のための訓練をしている最中に、史上初の宇宙飛行士ユーリ・ガガーリンが飛行機事故で死亡した（3月27日）。

## 搭乗員
- 船長：ゲオルギ・ベレゴヴォイ（初飛行）
- 交代要員：ウラジーミル・シャタロフ
- 補充要員：ボリス・ヴォリノフ

## 飛行データ
- 宇宙船重量：6,575kg
- 近地点：184km
- 遠地点：205km
- 軌道傾斜角：51.7°
- 軌道周回時間：88.3分